# Serromyia nitens
Serromyia nitens är en tvåvingeart som beskrevs av Maurice Emile Marie Goetghebuer 1920. Serromyia nitens ingår i släktet Serromyia och familjen svidknott. Inga underarter finns listade i Catalogue of Life.